# Lopezus gillavryi
Lopezus gillavryi is een insect uit de familie van de mierenleeuwen (Myrmeleontidae), die tot de orde netvleugeligen (Neuroptera) behoort. 
Lopezus gillavryi is voor het eerst wetenschappelijk beschreven door Navás in 1924.